# Branko Zebec
Branislav „Branko“ Zebec [ˈbraːnkɔ ˈzɛbets] (* 17. Mai 1929 in Zagreb, Königreich Jugoslawien; † 26. September 1988 in Zagreb, Sozialistische Föderative Republik Jugoslawien) war ein jugoslawischer Fußballspieler und -trainer. In Deutschland wurde er vor allem als Trainer von Bundesligamannschaften bekannt.

## Leben
Er studierte neben Sport auch Mathematik und Physik. Die Universität bot ihm aufgrund seiner Studienleistungen eine wissenschaftliche Laufbahn an, doch Zebec entschied sich für den Fußball.

### Spielerlaufbahn
Als Fußballspieler war er in der Jugend für Gradjanski Zagreb, einen Vorgängerverein von Dinamo Zagreb, später für Lokomotiva Zagreb sowie für FK Partizan Belgrad und FK Roter Stern Belgrad aktiv. Von 1961 bis 1965 spielte er auch in Deutschland, für Alemannia Aachen in der Oberliga und Regionalliga West, bei der er seine aktive Laufbahn auch beendete. Für Jugoslawien absolvierte er 65 Länderspiele und erzielte 17 Tore. Zweimal wurde Zebec in der Weltelf eingesetzt. Beim olympischen Fußballturnier 1952 in Helsinki gewann er mit Jugoslawien die Silbermedaille. Zebec wurde als Linksaußen mit sieben Treffern Torschützenkönig des Turniers. Jugoslawien unterlag erst im Finale des Turniers der legendären ungarischen Elf, die zwischen 1950 und 1954 unbesiegt blieb.
Er war auch einer der führenden jugoslawischen Spieler bei der Fußball-Weltmeisterschaft 1954. Sein Team hatte die WM mit 8:0 Punkten und 4:0 Toren erreicht (viermal 1:0), war über ein 1:0 gegen Frankreich und ein 1:1 gegen Brasilien (Tor Zebec) als ungesetzte Mannschaft ins Viertelfinale vorgestoßen und verlor dort 0:2 gegen den späteren Weltmeister Deutschland. Auch bei der WM 1958 sorgte Deutschland im Viertelfinale für das Aus der Jugoslawen, diesmal mit 1:0. Zebec spielte in diesem Turnier im Mittelfeld und war Kapitän seiner Mannschaft. 1960 nahm er mit Jugoslawien an der Endrunde der ersten Fußball-Europameisterschaft in Frankreich teil. Er stand im Halbfinale gegen Frankreich in der Mannschaft. Frankreich führte in diesem Spiel bis zur 75. Minute 4:2, am Ende gewann Jugoslawien 5:4. Im Finale verlor Jugoslawien ohne Zebec gegen die UdSSR mit 1:2 nach Verlängerung.

### Trainerlaufbahn

#### Dinamo Zagreb
Seine erste Anstellung als Trainer fand Zebec bei Dinamo Zagreb, dort feierte er auch seinen ersten großen Erfolg. In den Endspielen des Messepokales, dem Vorgänger des heutigen UEFA-Pokals, konnte Leeds United mit 2:0 und 0:0 bezwungen werden. Dieser Erfolg war insofern etwas glücklich, als in der ersten Runde des Wettbewerbes Spartak Brno nach Ergebnissen von 2:0 und 0:2 nur dank des Loses ausgeschaltet werden konnte. Zebec übte seine Trainertätigkeit bei Dinamo gemeinsam mit dem späteren Bundesligatrainer Ivica Horvat (1972 DFB-Pokalsieger mit dem FC Schalke 04) aus.

#### Bayern München
Zur Saison 1968/69 holte ihn der FC Bayern München in die Bundesliga. Zebec blieb bis zum 12. März 1970. Sepp Maier attestiert dem Trainer in seinem Buch „Ich bin doch kein Tor“ außerordentlich harte, nahezu „brutale“ Trainingsmethoden, die der Mannschaft in der Bundesliga „große“ Konditionsvorteile verschafften, auf Dauer jedoch den Bruch mit der Mannschaft zur Folge hatten. Mit Zebec wurde der Verein erstmals seit 1932 wieder Deutscher Meister. Insgesamt setzte er im Laufe der Saison nur 13 Spieler ein. Nach einem 2:1 im Finale gegen den FC Schalke 04 wurde er mit Bayern auch Pokalsieger – das erste Double der Bundesligageschichte. Bereits im September 1969 erklärte Zebec aber, seinen zum Saisonende auslaufenden Vertrag nicht verlängern zu wollen. Im März, nach dem 26. Spieltag, stand der FC Bayern, der schon in der ersten Runde des Europapokales der Landesmeister ausgeschieden war (2:0 und 0:3 gegen AS St. Etienne), nach nur einem Punkt aus drei Spielen mit fünf Punkten Rückstand in der Bundesliga auf dem dritten Platz. An eine Titelverteidigung war nicht mehr zu denken. Zebec wurde daher bereits für die restlichen Spiele der Saison durch Udo Lattek ersetzt, der erst zur neuen Saison hätte übernehmen sollen. Franz Beckenbauer berichtete in seinem Buch „Einer wie ich“ von atmosphärischen Störungen zwischen Zebec und dem Münchener „Starensemble“.

#### VfB Stuttgart und Hajduk Split
Ab Beginn der Saison 1970/71 bis zum 12. März 1972 trainierte er den VfB Stuttgart. Die erste Saison schloss das Team auf Platz 12 ab (30:38 Punkte, 49:49 Tore). Am Ende der zweiten Spielzeit stand der VfB auf Platz 8 (35:33 Punkte, 52:56 Tore). 1972 schloss sich Zebec noch einmal Hajduk Split an, bei dem Tomislav Ivić Haupttrainer war. Mit Hajduk Split gewann er 1972/73 den nationalen Pokal und drang im Europacup der Pokalsieger bis ins Halbfinale vor.

#### Eintracht Braunschweig
Zebec kam 1974 zum Bundesliga-Aufsteiger Eintracht Braunschweig und blieb vier volle Spielzeiten. Schon in den ersten Wochen sorgte seine als Außenseiter gestartete Mannschaft für Aufsehen. Sie entwickelte sich zum Favoritenschreck, besiegte eine Spitzenmannschaft nach der anderen (u. a. 3:1 gegen Bayern München, die als Meister, Europacupsieger und Kern der Weltmeisterelf nach Braunschweig angereist waren), lagen zeitweise auf Platz 2, waren am Ende aber mit Rang 9 (36:32 Punkte; 52:52 Tore) hochzufrieden. In den beiden folgenden Jahren spielte Braunschweig um die deutsche Meisterschaft mit, war wiederholt Tabellenführer und beendete die Konkurrenz 1976 als Fünfter (39:29 Punkte, 52:48 Tore) und 1977 als Dritter (43:25 Punkte, 56:38 Tore). 1977 fehlte gar nur ein einziger Punkt auf Meister Mönchengladbach. Zebec hatte im Übrigen zwei Landsleute nach Braunschweig geholt, den Flügelstürmer Danilo Popivoda als den vielleicht bedeutendsten Spieler seiner damaligen Mannschaft und den Mittelfeldspieler Aleksandar Ristić, der ihm später als Assistenztrainer zum Hamburger SV folgen und dort sein Nachfolger als Cheftrainer werden sollte. 1977/78 brachte die Verpflichtung von Paul Breitner nicht den erhofften Schub. Vielmehr musste der Verein zeitweise gegen den Abstieg kämpfen; am Ende landete man auf Platz 13 (32:36 Punkte, 43:53 Tore).

#### Hamburger SV
1978 wechselte Zebec zum Hamburger SV. Der Verein wurde 1977/78 Tabellenzehnter; in den vorausgegangenen Jahren stand man aber auf Platz zwei bis sechs. Manager Günter Netzer wollte die Mannschaft wieder auf einen UEFA-Cup-Platz bringen. Anders als zehn Jahre vorher bei Bayern kam Zebec mit den HSV-Stars recht gut zurecht, allerdings waren diese auch andere Persönlichkeiten als die Bayern-Stars um 1970. Kevin Keegan, Horst Hrubesch oder Manfred Kaltz waren vergleichsweise ruhige, unkomplizierte Typen, die zunächst gut mit Zebecs taktischen Vorgaben zurechtkamen, die 1978/79 im Vergleich zur Vorsaison grundlegend anders waren. Zebec nahm auch Einfluss auf außersportliche Bereiche und kontrollierte bei seinen Spielern telefonisch die auf 22:30 Uhr festgelegte Nachtruhe. Unter Zebec entwickelten sich mehrere Spieler stark weiter, darunter Hrubesch, Jimmy Hartwig, Caspar Memering und Ivan Buljan und wurden Stützen der Mannschaft, die 1979 deutscher Meister wurde. Es war der erste Meistertitel für den HSV seit 1960, doch in der darauf folgenden Saison kündigten sich erste Probleme an, obwohl er mit dem HSV Vizemeister wurde. Die Spieler rebellierten, weil Zebec gegen Saisonende angeblich zu hart trainiert hatte, das Geschehen in der Endphase der Saison 1979/80 wurde als „offener Krieg zwischen Trainer und Mannschaft“ bezeichnet. Dadurch, so die Kritiker, seien innerhalb von vier Tagen Meisterschaft (1:2 bei Aufsteiger Leverkusen) und Europacup (0:1 im Endspiel gegen Nottingham) verloren gegangen. Außerdem wurde Zebecs Alkoholkrankheit immer deutlicher. Seit einer Operation an der Bauchspeicheldrüse war ihm Alkoholgenuss verboten worden, laut Hamburger Abendblatt benötigte er diesen aber, um Schmerzen zu betäuben. Vor einem Auswärtsspiel gegen Borussia Dortmund im April 1980 fehlte Zebec am Freitag im Abschlusstraining und verpasste die Abfahrt des Mannschaftsbusses, sodass er sich im Leihwagen nach Dortmund aufmachte. Bei einer Polizeikontrolle wurde ein Alkoholwert von 3,25 Promille festgestellt und Zebec der Führerschein abgenommen. Später wurde er deshalb zu neun Monaten Führerscheinentzug und einer Geldstrafe von 20 000 D-Mark verurteilt. Die Polizei fuhr Zebec nach der Kontrolle nach Dortmund. Die Mannschaftsbesprechung vor dem Spiel am Folgetag hielt Zebec laut Hamburger Abendblatt „in relativ nüchternem Zustand“ ab, war vor der Abfahrt zum Stadion aber wieder betrunken. Nachdem er die erste Spielhälfte deutlich angeschlagen auf der Trainerbank verbracht hatte, schlief er während der zweiten im Mannschaftsbus. Zebec entschuldigte sich öffentlich für sein Verhalten. Laut Aussage des damaligen HSV-Präsidenten Wolfgang Klein gelang es in den kommenden Monaten, Zebec auch dadurch zu schützen, indem sich Hamburger Reporter zurückhielten. Zudem wurde seine Krankheit durch die HSV-Führung und die Mannschaft gedeckt. Obwohl vereinsseitig Maßnahmen ergriffen worden seien, Zebec den Zugang zu alkoholischen Getränken zu erschweren, sei es zu weiteren Trunkenheitszwischenfällen gekommen, so Klein: Nach einem solchen Ende Juli 1980 entschied die HSV-Führung, mit Zebec weiterzuarbeiten und betonte, dass „es einen weiteren Vorfall mit Alkohol beim Trainer nicht mehr geben wird.“ Zebec lag mit dem HSV zur Hälfte der Saison 1980/81 an der Tabellenspitze, wurde aber am 17. Dezember 1980 fristlos entlassen. Zuvor war die Öffentlichkeit bei der Pressekonferenz nach dem Spiel gegen TSV 1860 München erneut Zeuge seiner Alkoholprobleme geworden. Zebec war in den Vorwochen mehrmals nicht im Stande gewesen, Trainingseinheiten bis zum Ende zu leiten, die ärztlichen Maßnahmen zeigten keine Wirkung. Nach der fristlosen Entlassung wegen „wiederholter Trunkenheit im Dienst“ ließ Zebec zwei Klagen gegen den Verein vorbereiten, letztlich einigte man sich außergerichtlich auf die Höhe einer Abfindung.

#### Borussia Dortmund und Eintracht Frankfurt
Borussia Dortmund war in der Saison 1981/82 die nächste Station. Auch dort fiel Zebec durch Trunkenheit auf: Im Oktober 1981 fuhr er vor dem Westfalenstadion mit seinem Wagen ein anderes Fahrzeug an, die Polizei ordnete eine Blutprobe an, bei der ein Alkoholgehalt im Blut von 2,04 Promille festgestellt wurde. In dieser Sache wurde Zebec im April 1982 vom Dortmunder Amtsgericht zu einer dreijährigen Bewährungsstrafe, einer Geldbuße und 18-monatigem Führerscheinentzug verurteilt. Dortmund erreichte unter Zebec in der Saison 1981/82 mit 41:27 Punkten, 59:40 Toren den sechsten Platz, was zwar das beste Dortmunder Ergebnis seit zwölf Jahren war und knapp für den UEFA-Cup reichte, aber die fortschreitenden persönlichen Probleme des Trainers nicht überdecken konnte (unter anderem fiel er in einem Spiel betrunken rückwärts von der Trainerbank). Eintracht Frankfurt wurde zu seiner letzten Trainerstation in der Bundesliga. Der Verein, zu jener Zeit bekannt für die meisten vorzeitigen Trainerentlassungen, holte ihn am 19. September 1982 nach der Entlassung des erst wenige Wochen zuvor verpflichteten vormaligen österreichischen Nationaltrainers Helmut Senekowitsch, schaffte am Saisonende den zehnten Platz und ging mit Zebec in die nächste Saison. Am 17. Oktober 1983 trat er als Eintracht-Trainer zurück, nachdem er mit den Frankfurtern in Abstiegsgefahr geraten und ein Teil der Mannschaft von ihm abgerückt war. Kurz nach seiner Trennung von der Eintracht war Zebec bei seinem vorherigen Verein Borussia Dortmund als Nachfolger des entlassenen Uli Maslo im Gespräch, ihm wurde dann aber Hans-Dieter Tippenhauer vorgezogen.

#### Dinamo Zagreb
Anschließend übernahm er 1984 noch einmal kurzfristig ein Engagement bei dem Verein, bei dem er seine Trainerlaufbahn begonnen hatte, bei Dinamo Zagreb. Anfang Oktober 1984 wurde er von Dinamo als Trainer entlassen, nachdem die Mannschaft unter Zebec in sieben Punktspielen sieglos geblieben war. Anschließend war er noch vier Wochen als Berater bei Dinamo tätig, ehe er diese Aufgabe aus gesundheitlichen Gründen beendete.

### Bilanz
Insgesamt agierte er 413-mal als Bundesligatrainer (sechster Platz in der Ewigen Trainerrangliste) und erlebte dabei 193 Siege, 96 Unentschieden und 124 Niederlagen bei einer Torbilanz von 733:536.
Seine Bilanz als Trainer und als Person fällt zwiespältig aus. Er galt als intelligenter, schweigsamer, eigenwilliger, sensibler Mensch und als einer der besten Fußballtrainer seiner Zeit mit einem instinktiven Gefühl für den taktisch optimalen Einsatz seiner Spieler. In seinen besten Zeiten betrieb er Fußball nach wissenschaftlichen Prinzipien, worin auch die wichtigste Ursache seiner Erfolge zu sehen ist. Seine Schwierigkeiten lagen im zwischenmenschlichen Bereich. Er schottete seine Persönlichkeit und spätestens ab Mitte der 1970er Jahre auch seine Alkoholkrankheit nach außen ab und wirkte kühl und unnahbar. Branko Zebec fand seine letzte Ruhe auf dem Mirogoj-Friedhof in Zagreb.

## Laufbahn – Überblick
| Spielerlaufbahn              | Spielerlaufbahn        | Spielerlaufbahn                                                                     |
| Periode                      | Verein                 | Titel                                                                               |
| ---------------------------- | ---------------------- | ----------------------------------------------------------------------------------- |
| 1951–1959                    | FK Partizan Belgrad    | 1952 – Jugoslawischer Pokal 1954 – Jugoslawischer Pokal 1957 – Jugoslawischer Pokal |
| 1959–1961                    | FK Roter Stern Belgrad | 1960 – Jugoslawischer Meister                                                       |
| 1961–1965                    | Alemannia Aachen       |                                                                                     |
| Trainerlaufbahn              |                        |                                                                                     |
| Periode                      | Verein                 | Titel                                                                               |
| 1965–1967                    | Dinamo Zagreb          | 1967 – Messepokal 1                                                                 |
| 1968–1970                    | FC Bayern München      | 1969 – DFB-Pokal 1969 – Deutsche Meisterschaft                                      |
| 1970–1972                    | VfB Stuttgart          |                                                                                     |
| 1972–1973                    | Hajduk Split           |                                                                                     |
| 1974–1978                    | Eintracht Braunschweig |                                                                                     |
| 1978–1980                    | Hamburger SV           | 1979 – Deutsche Meisterschaft                                                       |
| 1981–1982                    | Borussia Dortmund      |                                                                                     |
| 1982–1983                    | Eintracht Frankfurt    |                                                                                     |
| 1984                         | Dinamo Zagreb          |                                                                                     |
| 1 gemeinsam mit Ivica Horvat |                        |                                                                                     |